# Karl Aegli
Karl Aegli (né le 9 février 1887 et mort à une date inconnue) est un joueur suisse de football, qui évoluait au poste de milieu de terrain.

## Biographie
Il commence sa carrière de footballeur au pays avec le club du FC Winterthur, avant de partir rejoindre l'Italie à Turin.
En 1909, il signe au club du FBC Torino, club à forte connotation suisse, où il ne joue qu'une seule saison. Il joue son premier match avec les granata le 6 mars 1910 lors d'un Milan - Torino (victoire 0-1) et son second et dernier le 10 avril 1910 lors d'une défaite 7 à 2 contre l'Inter Milan.
En 1910, il rejoint l'autre grand club turinois de la Juventus, rival du Torino. Il reste au club jusqu'en 1912 et y joue au total 19 matchs.